# Los poetas malditos
Los poetas malditos (del francés Les Poètes maudits) es un libro de ensayos del poeta francés Paul Verlaine publicado por primera vez en 1884, y luego en una versión aumentada y definitiva en 1888.

## Descripción
En esta obra se honra a seis poetas: 
- Tristan Corbière,
- Arthur Rimbaud,
- Stéphane Mallarmé,
- Marceline Desbordes-Valmore,
- Auguste Villiers de L'Isle-Adam, y
- Pobre Lelian ("Pauvre Lelian" en el original francés, anagrama del propio Paul Verlaine).

Los comentarios de los autores que dio Verlaine, que conoció personalmente a la mayoría, tratan sobre el estilo de su poesía y de anécdotas personales vividas con ellos.
Verlaine expuso que dentro de su individual y única forma, el genio de cada uno de ellos había sido también su maldición, alejándolos del resto de personas y llevándolos de esta forma a acoger el hermetismo y la idiosincrasia como formas de escritura. También fueron retratados como desiguales respecto a la sociedad, teniendo vidas trágicas y entregados con frecuencia a tendencias autodestructivas; todo esto como consecuencia de sus dones literarios.
El concepto de Verlaine del poeta maldito fue en parte tomado del poema de Charles Baudelaire llamado Bendición, que inicia su libro Las flores del mal. El uso de esta expresión y del término malditismo se generalizó luego para referirse a cualquier poeta (o a un escritor de otros géneros o incluso a un artista plástico) que, independientemente de su talento, es incomprendido por sus contemporáneos y no obtiene el éxito en vida; especialmente para los que llevan una vida bohemia, rechazan las normas establecidas (tanto las reglas del arte como los convencionalismos sociales) y desarrollan un arte libre o provocativo.
Entre los literatos que han recibido el calificativo de malditos estarían también, aparte de Verlaine y de su grupo, escritores como Charles Baudelaire, François Villon, Thomas Chatterton, Aloysius Bertrand, Gérard de Nerval, el conde de Lautréamont, Petrus Borel, Charles Cros, Germain Nouveau, Antonin Artaud, Émile Nelligan, Armand Robin, Rodrigo Pérez Cambre, Innokienti Ánnienski, John Keats, Federico García Lorca, José Antonio Ramos Sucre, Alejandra Pizarnik, Fogwill, Edgar Allan Poe,William Blake, Raúl Gómez Jattin, Leopoldo María Panero, Charles Bukowski y Roberto Bolaño,  entre otros.

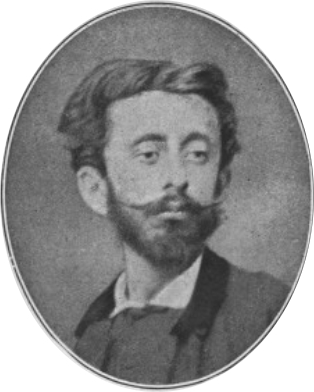
Tristan Corbière.
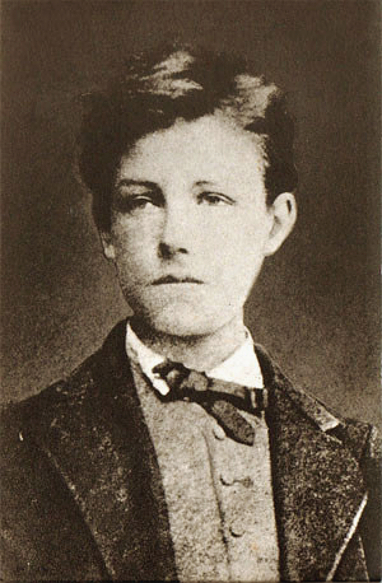
Arthur Rimbaud.
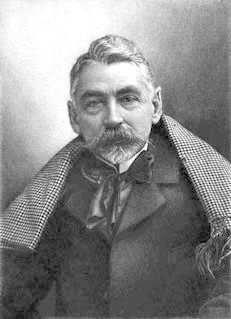
Stéphane Mallarmé.
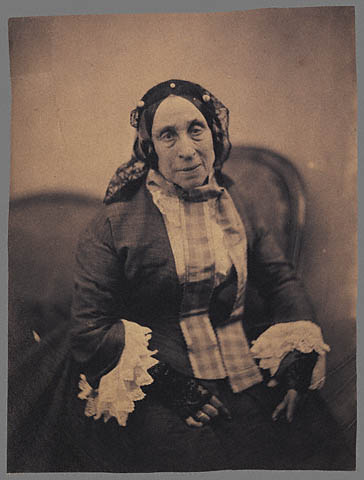
Marceline Desbordes-Valmore.
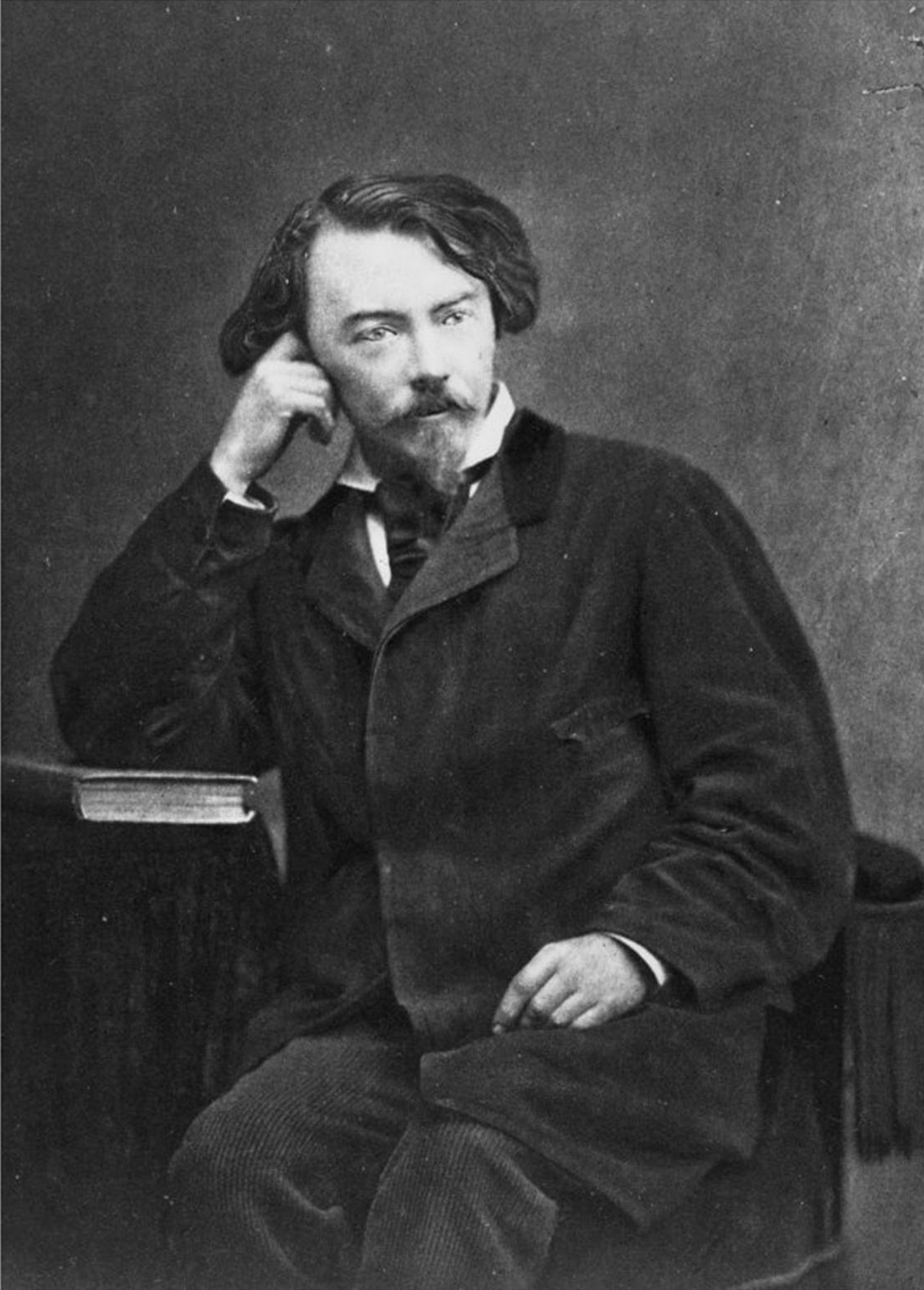
Auguste Villiers de L'Isle-Adam.
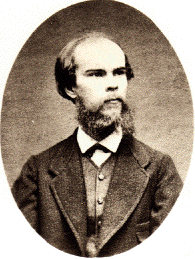
Pobre Lelian - Paul Verlaine.